# ルーカス・ハレル
- ルーカス・ハーレル
- ルーカス・ヘアレル

ルーカス・ウィリアム・ブラッドリー・ハレル（Lucas William Bradley Harrell, 1985年6月3日 - ）は、アメリカ合衆国ミズーリ州スプリングフィールド出身のプロ野球選手（投手）。右投両打。

## 経歴

### プロ入りとホワイトソックス時代
2004年のMLBドラフト4巡目（全体119位）でシカゴ・ホワイトソックスから指名され、プロ入り。
2010年7月30日のオークランド・アスレチックス戦で先発し、メジャーデビューを果たした（6回1失点でメジャー初登板初勝利）。

### アストロズ時代

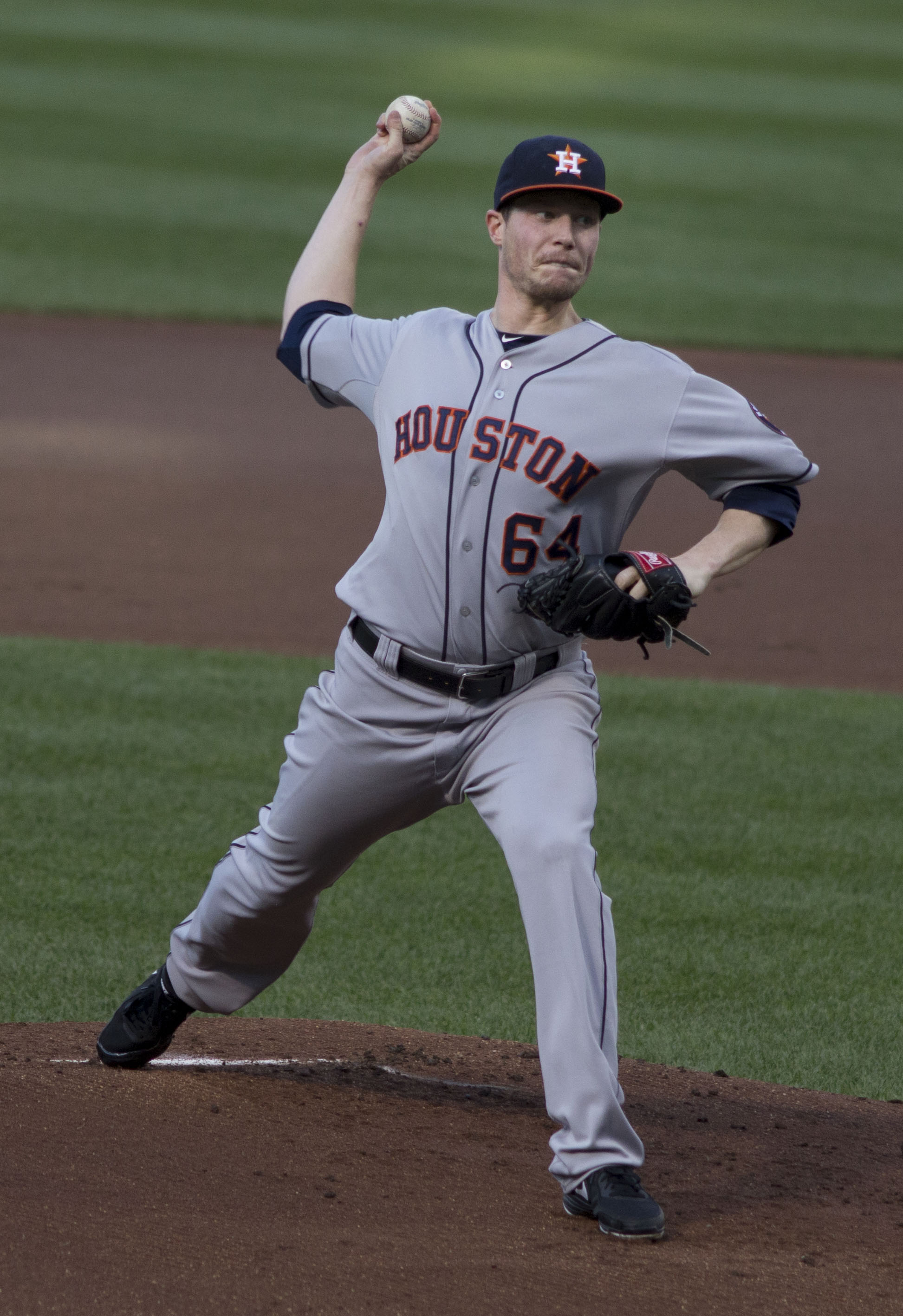
ヒューストン・アストロズ時代
(2013年7月30日)

2011年7月8日にウェイバー公示を経てヒューストン・アストロズへ移籍した。
2012年は最下位に沈むチームで奮闘し、初の二桁勝利（11勝）を達成した。6月27日のサンディエゴ・パドレス戦では、アストロズのルーキーとしてはテイラー・バックホルツ以来6年ぶりとなる完封勝利を挙げた。
2013年はチームがアメリカンリーグに移り、リーグ最多の17敗を喫した。
2014年は開幕ロースター入りし、開幕から3試合に登板したが、0勝3敗・防御率9.49と結果を残せず、4月16日にDFAとなった。22日に40人枠を外れる形で傘下のAAA級オクラホマシティ・レッドホークスへ降格した。

### ダイヤモンドバックス傘下時代
2014年4月28日に後日発表選手とのトレードで、アリゾナ・ダイヤモンドバックスへ移籍し、マイナー契約を結んで傘下のAAA級リノ・エーシズへ配属された。その後は、メジャーに再昇格できないままシーズンを終えた。

### LG時代
2014年11月25日に韓国プロ野球・LGツインズと契約した。
2015年はLGで10勝を記録したが同年限りで退団した。

### タイガース傘下時代
2016年3月7日にデトロイト・タイガースとマイナー契約を結んだ。タイガース傘下ではAA級エリー・シーウルブズとAAA級トレド・マッドヘンズの2球団合計で6試合に先発登板した。5月16日に自由契約となった。

### ブレーブス時代
2016年5月20日にアトランタ・ブレーブスとマイナー契約を結び、傘下のAAA級グウィネット・ブレーブスへ配属された。7月2日にメジャー契約を結んでアクティブ・ロースター入りし、同日のマイアミ・マーリンズ戦で先発して6回1失点の投球で3年ぶりのメジャーでの勝利を挙げた。

### レンジャーズ時代
2016年7月27日にトラビス・デメリットとの交換トレードで、ダリオ・アルバレスと共にテキサス・レンジャーズへ移籍した。
移籍後は8月16日のアスレチックス戦で投球した際に、右鼠径部の痛みを訴え降板、翌17日に15日間の故障者リスト入りとなった。9月10日に60日間の故障者リストに移されシーズンを終えた。10月26日に40人枠から外れる形でAAA級ラウンドロック・エクスプレスに降格した後、28日にFAとなった。

### ブルージェイズ時代
2017年1月30日にトロント・ブルージェイズとマイナー契約を結び、同年のスプリングトレーニングに招待選手として参加することになった。シーズンでは傘下のA+級ダニーデン・ブルージェイズとAAA級バッファロー・バイソンズでプレーの後、7月1日にイアン・パームリーのDFAに伴って、メジャー契約を結んでアクティブ・ロースター入りした。7月17日にドミニク・レオンのメジャー昇格に伴い、DFAとなり、21日にAAA級バッファローへ配属された。

## 投球スタイル
平均球速148km/hのツーシームが全投球の約半分を占める典型的なグラウンドボールピッチャーで、2012年のゴロ率（GB%）は57.2%で、ジェイク・ウェストブルックに次いでリーグ2位だった。ツーシーム以外の球種も多彩で、シンカー、スライダー、カーブ、チェンジアップのほか、ごく稀にフォーシームを投げる。また、2013年まではカットボールも投げていた。

## 詳細情報

### 年度別投手成績
| 年 度    | 球 団    | 登 板 | 先 発 | 完 投 | 完 封 | 無 四 球 | 勝 利 | 敗 戦 | セ 丨 ブ | ホ 丨 ル ド | 勝 率 | 打 者 | 投 球 回 | 被 安 打 | 被 本 塁 打 | 与 四 球 | 敬 遠 | 与 死 球 | 奪 三 振 | 暴 投 | ボ 丨 ク | 失 点 | 自 責 点 | 防 御 率 | W H I P |
| -------- | -------- | ----- | ----- | ----- | ----- | -------- | ----- | ----- | -------- | ----------- | ----- | ----- | -------- | -------- | ----------- | -------- | ----- | -------- | -------- | ----- | -------- | ----- | -------- | -------- | ------- |
| 2010     | CWS      | 8     | 3     | 0     | 0     | 0        | 1     | 0     | 0        | 0           | 1.000 | 119   | 24.0     | 34       | 2           | 17       | 1     | 0        | 15       | 1     | 0        | 18    | 13       | 4.88     | 2.13    |
| 2011     | CWS      | 3     | 0     | 0     | 0     | 0        | 0     | 0     | 0        | 0           | ----  | 26    | 5.0      | 11       | 0           | 1        | 0     | 0        | 5        | 0     | 0        | 4     | 4        | 7.20     | 2.40    |
| 2011     | HOU      | 6     | 2     | 0     | 0     | 0        | 0     | 2     | 0        | 0           | .000  | 60    | 13.0     | 12       | 0           | 7        | 0     | 1        | 10       | 1     | 1        | 8     | 5        | 3.46     | 1.46    |
| '11計    | HOU      | 9     | 2     | 0     | 0     | 0        | 0     | 2     | 0        | 0           | .000  | 86    | 18.0     | 23       | 0           | 8        | 0     | 1        | 15       | 1     | 1        | 12    | 9        | 4.50     | 1.72    |
| 2012     | HOU      | 32    | 32    | 1     | 1     | 0        | 11    | 11    | 0        | 0           | .500  | 827   | 193.2    | 185      | 13          | 78       | 5     | 1        | 140      | 10    | 3        | 90    | 81       | 3.76     | 1.36    |
| 2013     | HOU      | 36    | 22    | 0     | 0     | 0        | 6     | 17    | 0        | 0           | .261  | 707   | 153.2    | 174      | 20          | 88       | 5     | 6        | 89       | 8     | 0        | 111   | 100      | 5.86     | 1.70    |
| MLB：4年 | MLB：4年 | 85    | 59    | 1     | 1     | 0        | 18    | 30    | 0        | 0           | .375  | 1739  | 389.1    | 416      | 35          | 191      | 11    | 8        | 259      | 20    | 4        | 231   | 203      | 4.69     | 1.56    |

- 2013年度シーズン終了時
- 各年度の太字はリーグ最高

### 背番号
- 58（2010年 - 2011年途中）
- 64（2011年途中 - 2014年）
- 37（2015年）
- 63（2016年 - 同年途中）
- 38（2016年途中 - 同年終了）
- 57（2017年）